# Jan Velema
Jan Hendrik Velema ('s-Gravendeel, 18 augustus 1917 – Nunspeet, 14 augustus 2007) was een Nederlandse predikant van de Christelijke Gereformeerde Kerken. Sinds 1 december 1986 was hij met emeritaat. Voorts was hij een tijdlang radiopresentator bij en publieke omroepvoorzitter van de Evangelische Omroep.

## Levensloop
Dominee Velema kwam uit een predikantengezin. Behalve hijzelf waren ook zijn vader, twee van zijn broers (Wim en Koen), zijn zoon en twee neven predikant. Twee van zijn drie zusters, Roelfine Gesina Nederlof-Velema (Canada) en Cornelia Aikina Drayer-Velema trouwden met een predikant, de andere zuster met ARP-politicus Kees Boertien.
Hij was een bekend persoon in zijn kerkgenootschap alsook bij andere christelijke instellingen. Zo was hij vijfmaal preses (voorzitter) van de generale synode van zijn kerk. Van 1984 tot aan zijn overlijden verzorgde hij bij de EO het radioprogramma Vragen naar de weg, waarin hij inging op allerlei vragen over het christelijk geloof die door luisteraars waren gesteld. De laatste uitzending werd op 18 augustus 2007 uitgezonden, vier dagen na zijn overlijden en bovendien de dag waarop hij negentig jaar zou zijn geworden. Van zijn radioprogramma verschenen in de loop der jaren ook diverse schriftelijke uitgaven met een gelijkluidende titel. Voorts was hij van maart 1983 tot januari 1990 voorzitter van de stichtingsraad van deze orthodox-protestantse omroep. Hij werd in deze functie opgevolgd door de eveneens christelijk gereformeerde dominee Arie van der Veer. 
Verder was Velema lange tijd secretaris van het COGG en maakte hij vele jaren deel uit van het curatorium van de Theologische Universiteit in Apeldoorn. Tevens was hij enige tijd hoofdbestuurslid van de Reformatorische Politieke Federatie (RPF) (deze ging later op in de ChristenUnie).
Velema, die ridder was in de Orde van Oranje-Nassau, overleed op 89-jarige leeftijd. In 2003 was zijn echtgenote al overleden.

## Benoemingen
Velema is in de volgende plaatsen predikant geweest:
- Steenwijk, 1940-1946
- Bunschoten, 1946-1951
- Zwolle, 1951-1955
- Apeldoorn, 1955-1975
- Nunspeet, 1975-1986